# Нюмбрехт
Нюмбрехт (нем. Nümbrecht) — община в Германии, курорт, расположен в земле Северный Рейн-Вестфалия.
Подчиняется административному округу Кёльн. Входит в состав района Обербергиш. Население составляет 17 447 человек (на 30 ноября 2022 года). Занимает площадь 71,78 км².

## География

### Общая информация
Коммуна Нюмбрехт расположена на юге Бергишес-Ланд, в переходной зоне между Бергским плато и Обераггером и Вильбергландом. Ландшафт характеризуется холмистой местностью, лесами, лугами и сельскохозяйственными угодьями. Около 30 % муниципальной территории покрыто лесами. В Нюмбрехте нет крупных водоемов. Брёль — самая большая река коммуны.
Окружной город Гуммерсбах находится примерно в 13 км к северо-востоку. Ближайшие крупные города: Бергиш-Гладбах (30 км, СЗ), Зиген (35 км, ЮВ), Бонн (36 км, ЮЗ), Ремшайд (38 км, С), Кёльн (40 км, СЗ), Леверкузен (40 км). , СЗ), Золинген (45 км, СЗ) и Вупперталь (48 км, С).
Коммуна занимает площадь 71,78 км². Наибольшая протяжённость с востока на запад составляет 12,5 км, с севера на юг — 10 км. Самая высокая точка посёлка находится на высоте 352 м над уровнем моря в Виртенбахе.

### Поселения
Помимо основного посёлка с административными функциями, на этой территории находится ещё 90 поселений сельского и хуторского типа. В алфавитном порядке это:
Аббенрот, Аебрух, Альбуш, Альсбах, Альтеннюмбрехт, Ауф дер Хардт, Бенрот, Беркенрот, Биренбахталь, Биркенбах, Брайтевизе, Бройнфельд, Брух, Брюнглингхаузен, Бух, Бюшхоф, Виндхаузен, Винтерборн, Виртенбах, Вольфшарре, Гадерот, Герингхаузен, Герингхаузер Мюле, Герхардзифен, Гёпрингхаузен, Грётценберг, Груневальд, Грюнталь, Гуксмюлен, Дистелькамп, Дринзаль, Кляйнхёле, Крам, Куртенбах, Лангенбах, Лёе, Линде, Линдшайд, Линдшайдер Мюле, Лох, Мальцхаген, Мариенбергхаузен, Мильдзифен, Мюленталь, Наллинген, Нёхель, Нидербрайденбах, Нидербрёль, Нидерштаффельбах, Нидерэльбен, Нойенберг, Нойрот, Обербрех, Обербиренбах, Обербрайденбах, Оберштаффельбах, Оберэльбен, Одингхаузен, Промбах, Рёттген, Рихенбах, Розе, Роммельсдорф, Унтер дер Хардт, Форхольц, Фриденталь, Хазенберг, Хайде, Хайштершток, Хан, Хаммермюле, Хардт, Харшайд, Хеддингхаузен, Хёмель, Хёферхоф, Хилленбах, Хомбург-Брёль, Хомбургер Папирмюле, Хохштрассен, Хуппихтерот, Шёнталь, Шёнхаузен, Шпрайтген, Штокхайм, Штранценбах, Штрассе, Эльзенрот, Эрлингхаузен, Юбердорф.

## История
В 1131 году Нюмбрехт впервые упоминается в папском подтверждении владения монастырем Кассия в Бонне (под названием «Нюнбрет»); но, вероятно, был поселением уже в VIII веке.

## Личности

### Родившиеся здесь
- Иоганн Генрих Блазиус (1809—1870) — зоолог.
- Роберт Лей (1890—1945) — рейхсляйтер, обергруппенфюрер СА, заведующий организационным отделом НСДАП, с 1933 года руководитель Германского трудового фронта. Доктор философии. Повесился во время Нюрнбергского трибунала.
- Хайнц-Отто Пайтген (* 1945) — математик.
- Рольф Штайнхаузен (* 1943) — мотогонщик.

### Работавшие здесь
- Юрген Партенхаймер (* 1947) — художник.